# Franco-Belgische strip

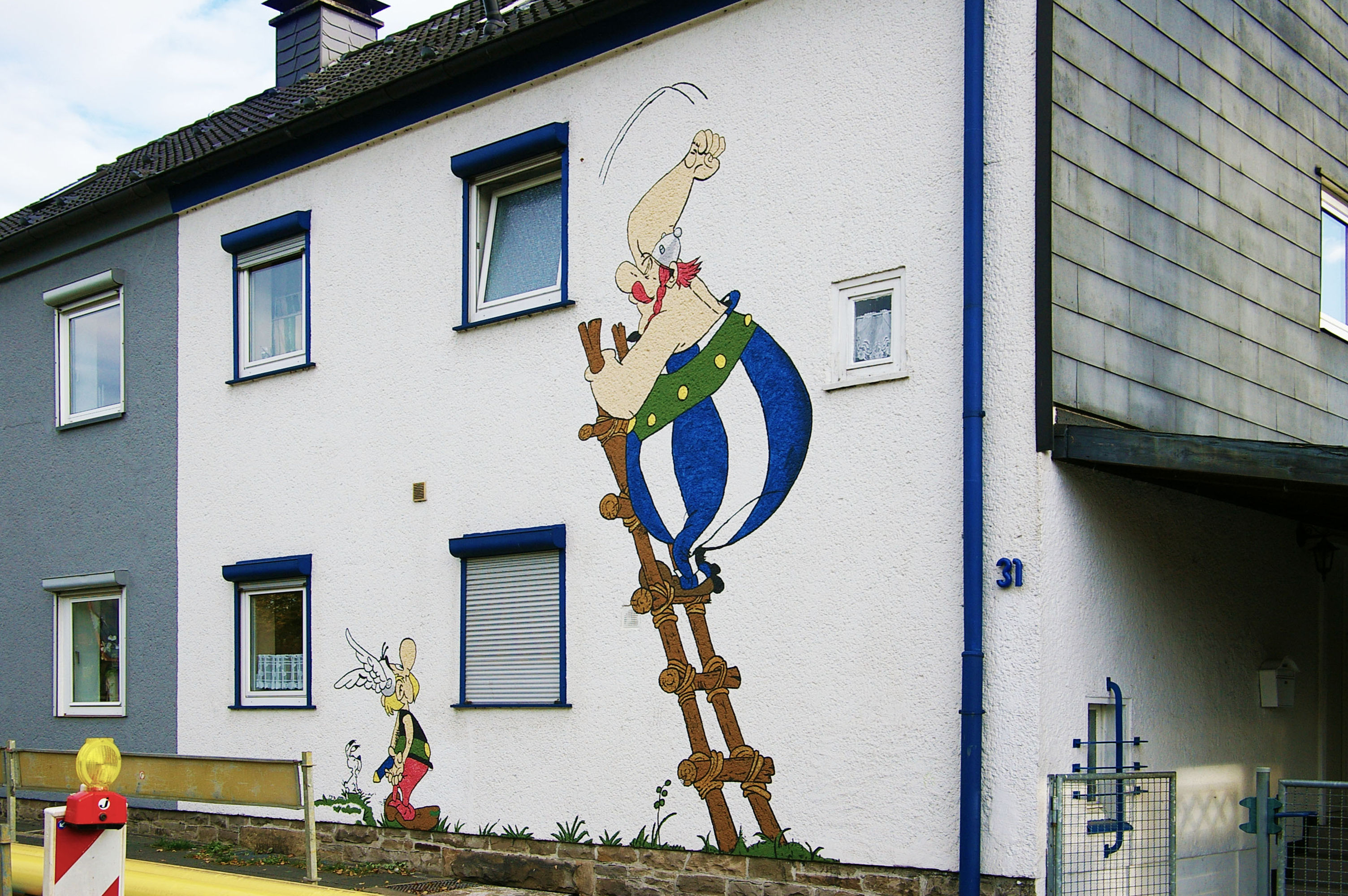
Muurschildering van Asterix en Obelix, personages van Albert Uderzo en René Goscinny.

Franco-Belgische strips (ook wel Frankobelgische strips of strips uit L’École franco-belge) zijn stripreeksen die wortels hebben in de Franstalige stripbladen uit België en Frankrijk of daarvan invloed hebben ondergaan.
Deze landen hebben een lange traditie op het gebied van strips, stripboeken en striptijdschriften, met de Brusselaar Hergé als pionier van het genre. Vaak wordt er dan ook gesproken over de Franco-Belgische school binnen het stripmaken, die een wereldwijde invloed had op striptekenaars.
40% van België (Wallonië en deels Brussel) en de meerderheid van de bewoners van Frankrijk delen de Franse taal, waardoor ze een unieke markt vormen waarin nationale identiteit vaak vervaagt. Het francofone gebied brengt relatief veel stripboeken voort in vergelijking met andere gebieden. De meeste Franstalige strips worden van oudsher ook vertaald in het Nederlands. Zo ontstond een kruisbestuiving met de Nederlandstalige stripcultuur in Vlaanderen. Regelmatig vinden dan ook samenwerkingen tussen Vlaamse en Franstalige stripmakers plaats.
Het Brussels Hoofdstedelijk Gewest erkent strips sinds 2024 als immaterieel erfgoed.

## Geschiedenis

### Ontstaan
In de 19e eeuw bestonden er al zogenaamde mannekensbladen, geïllustreerd drukwerk dat onder het volk veel bijval kende. Vooral Turnhout gold als het centrum van de mannekensbladen.
De geschiedenis van de Franco-Belgische strip begint pas echt in de jaren 1920, wanneer tijdschriften als Zonneland (van de paters van Averbode) en Le Boy-Scout belge (waarin Hergé zou debuteren), gebruik beginnen te maken van (educatieve) verhalen die verteld worden door middel van tekeningen, vaak vergezeld van tekst die onder de tekening werd geplaatst. Zwaar beïnvloed door de Amerikaanse comics en gagstrips, het werk van de Franse illustrator Benjamin Rabier en de stomme film, verzint Hergé in 1926 de avonturen van Totor, een scout. In 1927 komt Hergé als bedrijfstekenaar in vaste dienst bij het katholieke dagblad Le Vingtième Siècle, waar hij verantwoordelijk wordt voor Le Petit Vingtième, de wekelijkse jeugdbijlage van de krant. Daarvoor begint hij te tekenen aan Kuifje in het land van de Sovjets, wat het eerste album zou worden in de reeks over de dynamische journalist. De avonturen van Kuifje, waarin Hergé zijn befaamde klare lijn gebruikt en tekstballonnen introduceert, kent meteen een groot succes en zal van grote invloed blijken op latere striptekenaars.
De eerste verhalen over Kuifje zijn nog opgebouwd aan de hand van losse anekdotes, maar na enkele albums bereikt de reeks zijn bekende vorm, met een sterke verhaallijn en hele rij nevenpersonages.
In het spoor van Hergé komen talrijke striptekenaars op. In 1938 richt uitgever Jean Dupuis het weekblad Spirou (in het Nederlands Robbedoes) op, waarvoor de Franse tekenaar Rob-Vel het titelpersonage bedenkt, dat al snel de protagonist zou worden in een langlopende reeks van albums. Rob-Vel verkocht zijn creatie aan de uitgeverij, waardoor Robbedoes doorheen de jaren door verschillende tekenaars zou vormgegeven worden.

### Na de oorlog: de striptijdschriften
Na de Tweede Wereldoorlog zijn het vooral de striptijdschriften die de orde van de dag bepalen. Deze verschijnen zowel in het Nederlands als in het Frans en kennen een enorme populariteit in België en Frankrijk. De overgrote meerderheid van de striptekenaars die in deze periode actief waren, werkten voor een dergelijk magazine.
Spirou (Robbedoes) van Dupuis bestond al en zou de kweekvijver worden voor talent als André Franquin (die een tijd lang de reeks Robbedoes tekent en daarin de Marsupilami introduceert, maar ook bekendstaat als bedenker van Guust Flater en Zwartkijken), Peyo (die met de Smurfen de wereld zou veroveren), Morris (Lucky Luke), Jijé (Jerry Spring), Cauvin en Lambil (De Blauwbloezen) en Charlier en Hubinon (Buck Danny).
In 1946 wordt het weekblad Kuifje (Tintin) opgericht, dat strips publiceert voor lezers ‘van 7 tot 77 jaar’. Uiteraard is de held van Hergé de spil van het magazine (De Zonnetempel zou het eerste album zijn dat in voorpublicatie in het weekblad liep), maar ook Blake en Mortimer (Edgar P. Jacobs), Rik Ringers (Tibet en André-Paul Duchâteau), Thorgal (Rosinski en Van Hamme), Alex (Jacques Martin) en Dommel (Dupa) verschijnen in Kuifje.
In Frankrijk is Pilote vanaf 1959 het striptijdschrift bij uitstek, waarin Asterix zijn ontstaan kent. De avonturen van de Gallische held zouden uitgroeien tot een van de succesvolste stripreeksen wereldwijd. Jean-Michel Charlier werd een van de creatieve drijfveren achter het blad, met reeksen als Tanguy en Laverdure (met Uderzo), Roodbaard (met Hubinon) en Blueberry (met Giraud).
Vlaanderen kent met Bravo!, dat al in 1936 het levenslicht zag en vanaf 1940 ook in het Frans verscheen, een populair stripweekblad, waarin veel vertaalde Amerikaanse reeksen als Flash Gordon en The Katzenjammer Kids verschijnen, maar ook strips van eigen bodem een plaats krijgen. Onder andere Willy Vandersteen en Edgar P. Jacobs werkten ooit voor het blad.

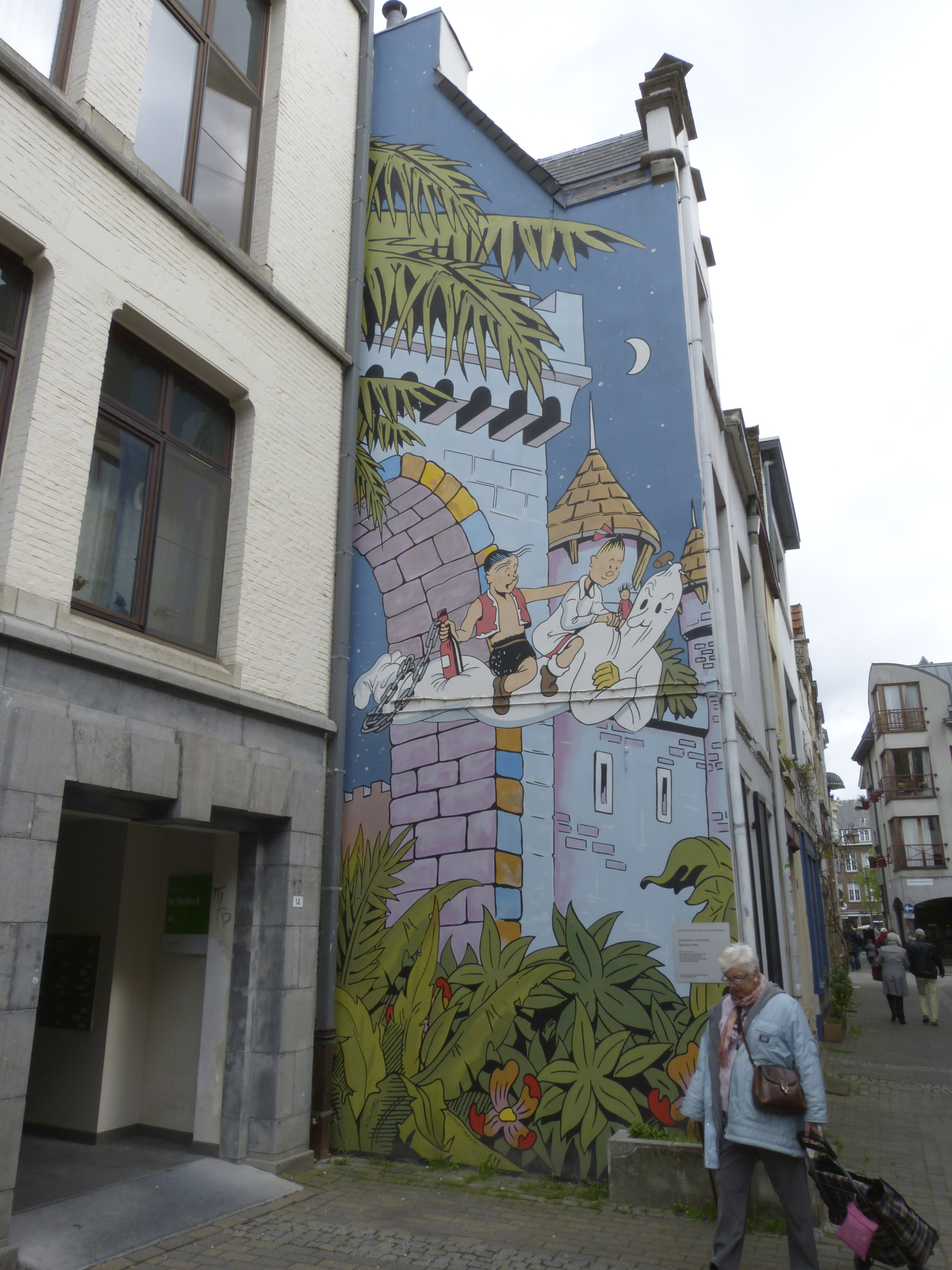
Stripmuur in Antwerpen met Suske en Wiske en Sus Antigoon

Toch verschijnen strips in Vlaanderen vooral in kranten. Elke krant heeft zo zijn eigen huistekenaar, die een bepaalde reeks verzorgt. De krant Het Volk publiceert wekelijks de kinderbijlage 't Kapoentje en bij Ons Volk Ontwaakt vindt men Ons Volkske, waarin ook veel strips aan te pas komen. Door de concurrentie tussen de dagbladen onderling ontstaat een enorme bedrijvigheid in de stripwereld, met Willy Vandersteen (Suske en Wiske) en Marc Sleen (Nero) als de grote voortrekkers. Ook Kerk en Leven (ook wel het parochieblad genoemd) krijgt in 1955 met Jommeke (een creatie van Jef Nys) een strip voor kinderen. Deze drie reeksen kennen vooral een bijzonder grote populariteit binnen Vlaanderen.
In 1948 werd Vandersteen door Hergé gevraagd om Suske en Wiske ook in het weekblad Kuifje te publiceren. Vandersteen was de populairste striptekenaar van Vlaanderen en kon op die manier de verkoopcijfers van Kuifje in dat gebied opkrikken. Hergé stelde wel zijn eisen voor de verhalen die Vandersteen voor Kuifje tekende: de situaties werden minder volks, de omgangstaal minder dialectisch, Sidonia, Jerom en Barabas verdwenen uit de avonturen, Lambik werd intelligenter en de personages kregen een realistischer uiterlijk, vooral op het gebied van anatomie. In 1959 zet Vandersteen zijn samenwerking met Kuifje stop, maar de verhalen die hij ervoor tekende (verschenen in de Blauwe reeks), worden door fans vaak gezien als zijn beste werk ooit.

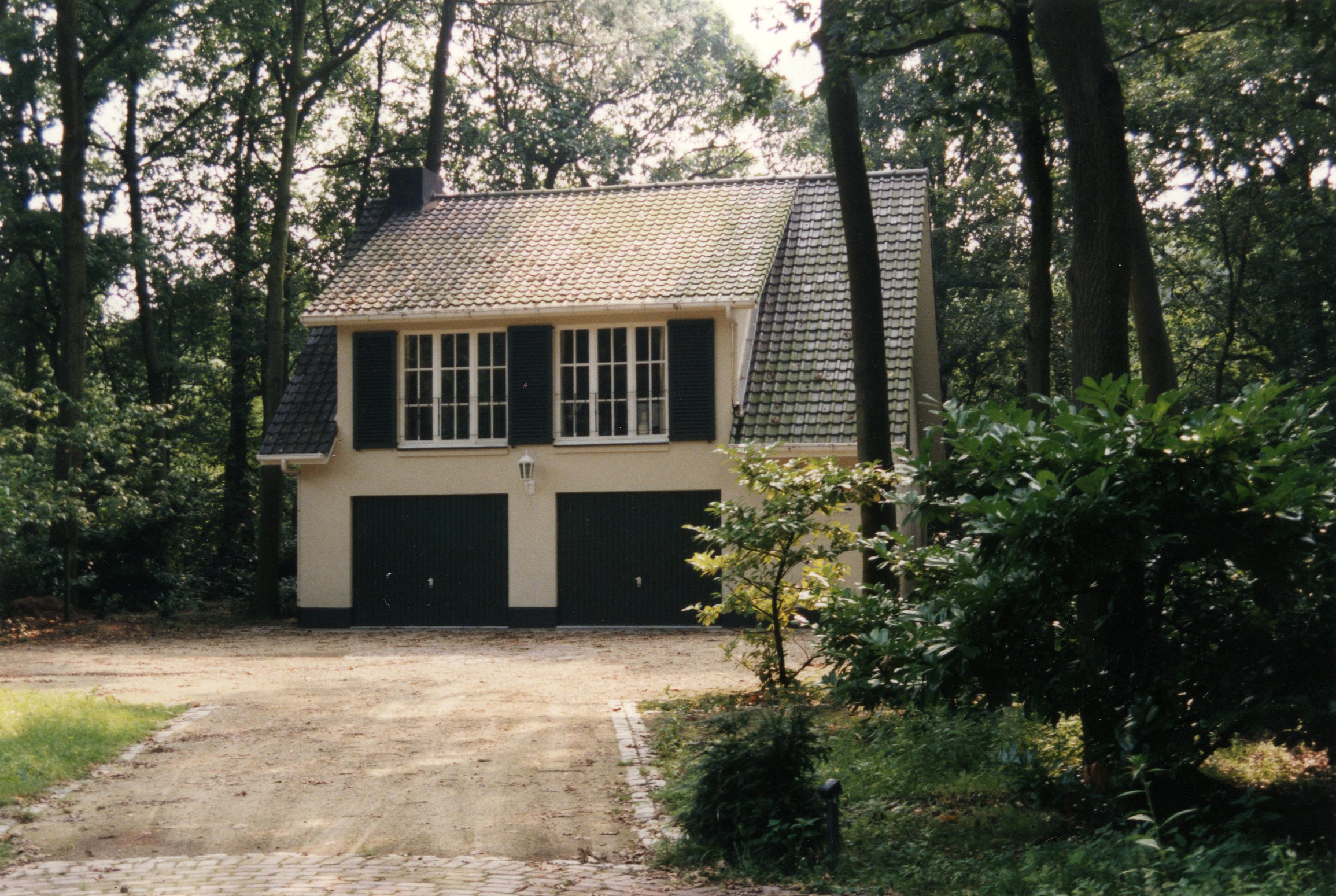
Studio Vandersteen te Kalmthout

Naar analogie met de Studios Hergé, waarin Hergé zich vanaf 1950 voor zijn werk laat omringen door een hele ploeg assistenten (waaronder Bob De Moor), richt Vandersteen in 1959 zijn eigen Studio Vandersteen op. De Studio groeide al snel uit tot een ware stripfabriek, met reeksen als De Rode Ridder, Bessy, Robert en Bertrand, Pats (ook wel Tits) en De Geuzen. Sommige tekenaars uit de Vandersteen-stal gingen later hun eigen weg. Zo nam Karel Biddeloo De Rode Ridder volledig over en begon Merho in 1977 zijn eigen reeks De Kiekeboes (aanvankelijk Kiekeboe genoemd), die op termijn zou uitgroeien tot de succesvolste familiestrip in Vlaanderen.
Het veroveren van het andere taalgebied in België is moeilijk voor de Vlaamse reeksen. Jommeke en Nero krijgen bescheiden vertalingen, maar enkel Suske en Wiske weet (als Bob et Bobette) een plaats te krijgen in Wallonië.

### Alternatiever werk
In de jaren 60 en 70 ontstaan in Frankrijk bladen als Hara-Kiri en Métal Hurlant, die alternatievere (cult)tekenaars een kans bieden. Die lijn zet zich door naar andere tekenaars die zich niet willen bezighouden met commerciële, langlopende reeksen, maar meer in de richting van de kunst willen gaan of een satire op maatschappelijke en politieke fenomenen maken, vaak doorspekt met geweld, seks en zwarte humor.
Vanaf 1976 is Jean Van Hamme actief als stripscenarist en bedenkt zo verscheidene zeer succesvolle stripreeksen als Largo Winch, XIII, Thorgal en De meesters van de gerst en op zichzelf staande albums (one-shots) als De Chninkel, Western en De bloedbruiloft. Hiervoor werkt hij samen met tekenaars als Grzegorz Rosiński, Hermann Huppen, William Vance en Philippe Francq.
In 1978 startte uitgeverij Casterman het tijdschrift (À suivre) (Wordt vervolgd), waarin plaats werd geboden aan strips met serieuzere, vaak op volwassenen gerichte verhaallijnen en een realistische tekenstijl. Veel van deze verhalen werden nadien ook in albumvorm uitgegeven. François Schuiten en Benoît Peeters (De Duistere Steden) en Didier Comès (De dorpsgek van Schoonvergeten) konden zo doorbreken. In de jaren 80 en 90 onderhield uitgeverij Dupuis een gelijkaardige albumcollectie, Vrije Vlucht genaamd. Ook het werk van Jacques Tardi, Enki Bilal en Régis Loisel (Op zoek naar de tijdvogel, samen met Serge Le Tendre) kende veel bijval. Deze strips worden vaak gezien als equivalenten van de Amerikaanse graphic novel.
Ook in Vlaanderen zijn naast de commerciële tekenaars van reeksen als Jommeke, Suske en Wiske en De Kiekeboes ook stripmakers actief die meer in de artistieke categorie kunnen ingedeeld worden, zoals Marvano (De eeuwige oorlog, Berlijn, Grand Prix), Steven Dupré (Coma, Midgard), Marc Legendre (Finisterre), Jan Bosschaert (Jaguar), Brecht Evens (Ergens waar je niet wil zijn) en Judith Vanistendael (De maagd en de neger).

### Recente ontwikkelingen
De klassieke stripweekbladen kregen op termijn allemaal te kampen met financiële moeilijkheden. In de jaren tachtig begonnen de verkoopcijfers van Kuifje stilaan te dalen, waardoor het weekblad in 1993 volledig werd stopgezet. Pilote was al in 1989 opgehouden met verschijnen. De Franstalige uitgave van Robbedoes bestaat nog steeds, maar de Nederlandstalige werd in 2005 ten grave gedragen. Het in 1993 opgerichte weekblad Suske en Wiske deed in 2003 de boeken toe.
Door de komst van het internet begonnen kinderen en jongeren veel minder strips te kopen. In 2011 meldden verschillende Vlaamse kranten dat de Suske en Wiske-albums in zestien jaar tijd bijna driekwart van hun lezersbestand zijn verloren. Reeksen die het wel nog goed doen in Vlaanderen, zijn Jommeke, De Kiekeboes, Urbanus en F.C. De Kampioenen. De tekenaars die deze reeksen opstartten, zijn ofwel al overleden, ofwel geven ze hun werk stilaan door aan een jongere ploeg medewerkers. Minder commerciële albums vinden hun weg naar stripspeciaalzaken, waar vooral volwassenen ze kopen. Nog steeds bestaat er een enthousiast, doch volwassen publiek dat strips koopt, erover discussieert en toplijsten samenstelt, vaak op het internet (bijvoorbeeld op de site van De Stripspeciaalzaak).

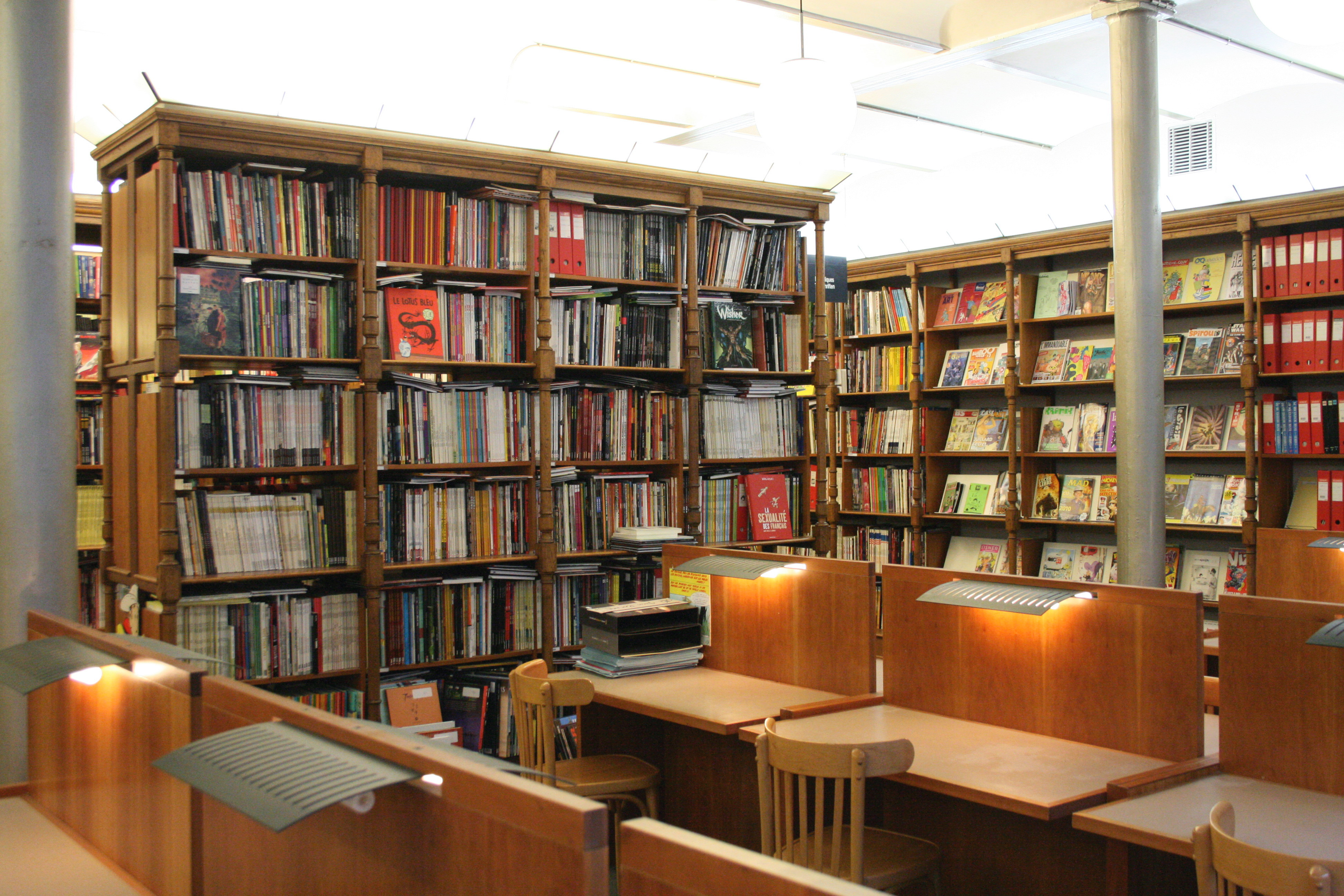
Bibliotheek van het Belgisch Centrum voor het Beeldverhaal

De strip wordt wel nog vaak gezien als een onderdeel van de Belgische cultuur en geroemd als de Negende Kunst. In de Brusselse Zandstraat is er het Belgisch Centrum voor het Beeldverhaal met een museum over de geschiedenis van de Belgische strip en een archiefbibliotheek. Verscheidene stripfiguren hebben hun eigen stripmuur in Brussel. De Vlaamse Gemeenschap reikt om de twee jaar de Bronzen Adhemar uit, een Vlaamse cultuurprijs voor een verdienstelijke striptekenaar. Ook in Frankrijk geniet de strip heel wat aanzien. Zo telt de Orde van Kunsten en Letteren heel wat stripmakers onder haar leden en worden op het Internationaal stripfestival van Angoulême jaarlijks prijzen uitgereikt aan stripauteurs en -albums. Veilingen van zeldzame strips, eerste drukken of originele tekeningen brengen vaak recordbedragen op.

### Revival
Sinds het begin van de 21ste eeuw worden klassieke reeksen heruitgebracht in integrale edities, waarin alle of een bepaalde selectie verhalen opnieuw gebundeld worden in een of meerdere dikke albums met vaak een bijbehorend historisch dossier. Dit zorgde voor een hernieuwde interesse in oude reeksen en sommigen kregen hierdoor een tweede leven, er volgden nieuwe avonturen van Bruno Brazil, Tanguy en Laverdure, Blueberry, Baard en Kale en Roodbaard.

## Stijl
De Franco-Belgische school omvat ruwweg drie tekenstijlen. Een eerste is de befaamde klare lijn zoals die door Hergé werd gelanceerd. Tekenaars als Joost Swarte en Ever Meulen namen deze stijl over. Afgeleid van de klare lijn is er de zogenaamde school van Marcinelle, die minder statisch oogt dan de klare lijn. In de school van Marcinelle, met Franquin als bekend vertegenwoordiger, wordt er meer gebruikgemaakt van dynamische lijntjes om beweging aan te geven. Tot slot is er de realistische stijl, waarin personages een uitzicht hebben dat de werkelijkheid dicht benadert. Realistische striptekenaars zijn onder andere Jean Giraud (alias Moebius), Jijé en Grzegorz Rosiński.
In tegenstelling tot de Amerikaanse stripcultuur kent men in België en Frankrijk nauwelijks superhelden. Een ander punt van verschil is dat Franco-Belgische strips na een eventuele voorpublicatie in kranten of tijdschriften, meestal in albumvorm verschijnen. Een stripalbum telt gewoonlijk tussen de 40 en de 64 pagina's en heeft een zachte of harde kaft.

## Kritiek
Aanvankelijk kregen de Franco-Belgische strips veel kritiek te verwerken. Zo zouden ze de ‘leesluiheid’ bevorderen en ervoor zorgen dat kinderen geen echte boeken meer lezen. In Vlaamse katholieke milieus werden dan ook vaak alleen de educatieve strips van de paters van Averbode geduld. Gewone strips werden gezien als inferieure lectuur.

## Uitgeverijen
De stripmarkt in België en Frankrijk is geconcentreerd rond enkele grote uitgevershuizen, zoals Dupuis, Standaard Uitgeverij, Casterman, Dargaud, Glénat en Le Lombard. Een kleine, onafhankelijke uitgeverij is die van de Stripgilde, de Vlaamse beroepsvereniging van stripmakers.  

## Adaptaties
Verscheidene Franco-Belgische strips zijn bewerkt tot film-, theater- en televisieproducties, met wisselend succes. De Asterix-verfilmingen Astérix et Obélix contre César en Astérix et Obélix: Mission Cléopâtre hadden succes in België en Frankrijk en ook de Amerikaanse verfilming van Kuifje, The Adventures of Tintin, trok veel bioscoopbezoekers. Films als Largo Winch en Suske en Wiske: De duistere diamant verdienden echter hun productiebudget niet terug. Een musicalversie van het Kuifjeverhaal De Zonnetempel was in België een succes. Een tv-serie gebaseerd op de reeks XIII werd wereldwijd op televisie vertoond.